# 천안김시민장군유허지
천안 김시민장군 유허지(天安 金時敏將軍 遺墟址)는 대한민국 충청남도 천안시 동남구 병천면 가전리에 있는, 임진왜란시 3대 대첩 중의 하나인 진주성대첩의 명장인 김시민 장군의 생가지와 사사처(射蛇處)이다. 2004년 4월 10일 충청남도의 기념물 제166호로 지정되었다.

## 같이 보기
- 김시민